# カナモト
株式会社カナモトは、北海道を中心に建機レンタル事業を行う企業。鋼材商社として出発し、その他情報機器のレンタルや鉄鋼製品の販売も行う。

## 概要
建設機械レンタル業界ではアクティオ、レンタルのニッケンと並ぶ大手であり、ニトリ、ツルハ、ホーマック、アレフ等と共に北海道発祥で全国展開する企業として知られる。

## 沿革
- 1964年 - 室蘭市にて株式会社金本商店を設立。
- 1972年 - 現社名に変更。
- 1981年 - 金本太中代表取締役社長就任。
- 1991年 - 札幌証券取引所に上場。
- 1996年 - 東京証券取引所2部に上場。金本寛中、代表取締役社長に就任。
- 1998年 - 東京証券取引所1部へ指定替え。
- 2000年 - 株式会社九州建産とアライアンス締結。株式会社カナテックに仮設ハウス製作事業を移管。
- 2001年 - 第一機械産業株式会社を子会社化。
- 2003年 - 第一機械産業株式会社を完全子会社化。
- 2004年 - 敦賀建機リース株式会社と業務提携。株式会社カンキを子会社化。中野モータース株式会社から建機レンタル業務を継承。株式会社金谷リースから建機レンタル事業の営業権を譲受。
- 2005年 - 名誉会長金本太中（金太中）[1]が詩集『わがふるさとは湖南の地』で第39回北海道新聞文学賞を受賞。
- 2006年 - 盤改良エンジニアリング会社のフローテクノ株式会社を子会社化。
- 2007年 - 株式会社レンタルテーオーから建機レンタル用資産および営業権を譲受。株式会社九州建産を子会社化。			 株式会社アシストを完全子会社化。株主優待制度導入。
- 2008年 - SJ RENTAL,INC.（グアム）を子会社化。株式会社カナモトエンジニアリングを設立。キョクトーリース株式会社を子会社化。東洋工業株式会社を子会社化。株式会社KGマシナリーを子会化。
- 2009年 - ナラサキリース株式会社、東京ナラサキリース株式会社、秋田ナラサキリース株式会社、青森ナラサキリース株式会社を子会社化。香港（金本）有限公司を設立（香港特別行政区）。キョクトウリース株式会社を吸収合併。
- 2010年 - キョクトウリース株式会社を吸収合併。
- 2011年 - シンガポールに現地同業社と合弁で新会社「KANAMOTO & JP NELSON EQUIPMENT (S) PTE. LTD.」を設立。株式会社エスアールジー・カナモトを吸収合併。
- 2012年 - ユナイト株式会社を子会社化。
- 2021年 - 民事再生手続中の株式会社セントラルの民事再生スポンサーとなる。
- 2022年 - 子会社である株式会社セントラル（新社）が、株式会社セントラル（旧社）から事業を譲受。

## 国内子会社
- アシスト
- カンキ
- カナテック
- 九州建産
- 第一機械産業
- ユナイト
- 東洋工業
- セントラル
- フローテクノ（非連結）
- KGマシナリー（非連結）